# 4 Minutes
"4 Minutes" är en poplåt inspelad av artisten Madonna, som hon skrivit tillsammans med Timbaland och Justin Timberlake. Låten är den ledande singeln från hennes elfte studioalbum Hard Candy, hennes sista från Warner Bros Records. Singeln släpptes i Sverige den 17 mars 2008. Justin Timberlake medverkar också. Timbaland har producerat låten. Låten blev nummer 15 på Trackslistans årslista för 2008.

## Listplaceringar
| Lista (2008)                | Topplacering |
| --------------------------- | ------------ |
| Tjeckiska singellistan IFPI | 1            |
| Irländska singellistan      | 1            |
| Brittiska singellistan      | 1            |